# Gordon R. England

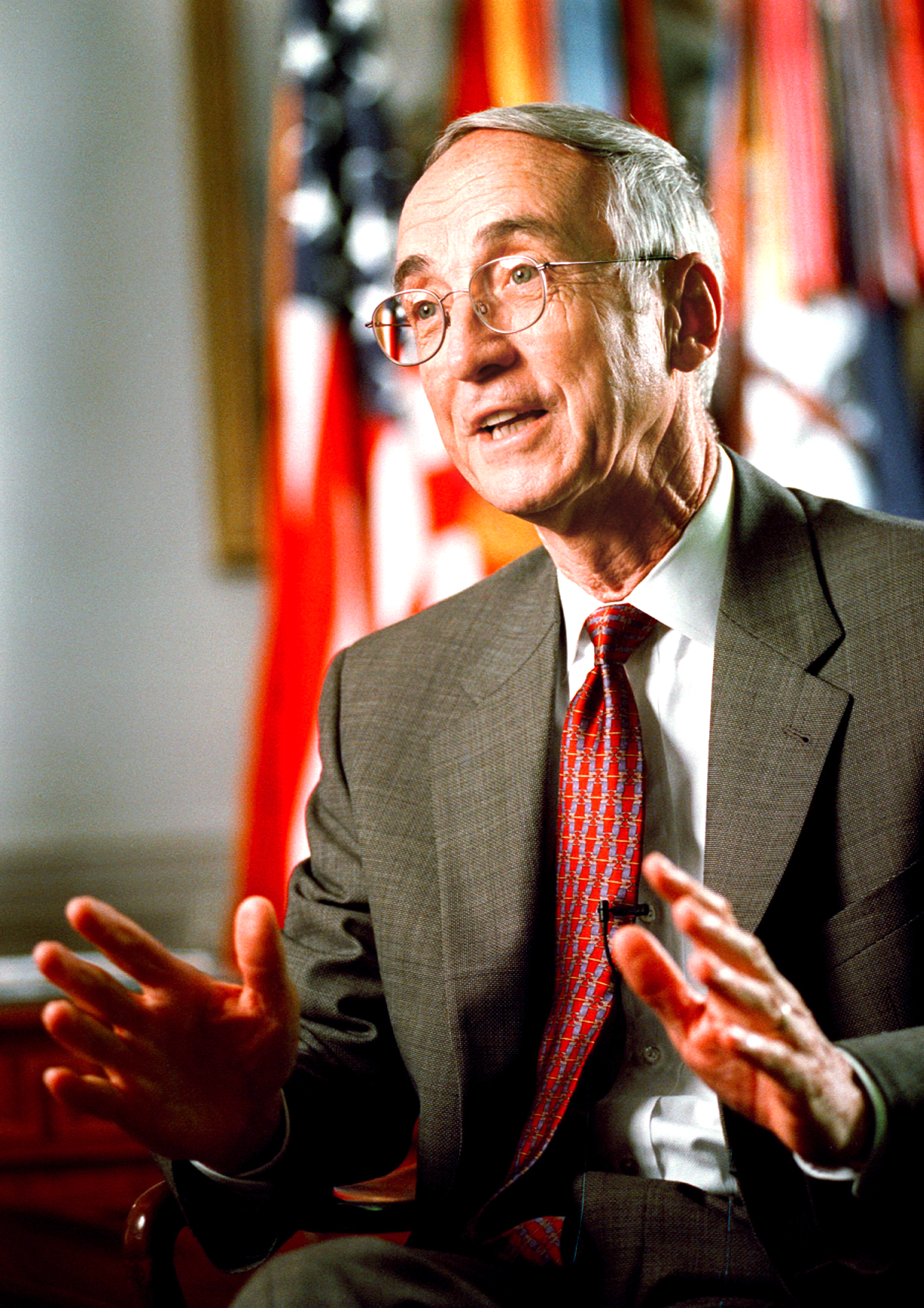
Gordon R. England.

Gordon Richard England, född 15 september 1937 (Baltimore, Maryland, USA), är en amerikansk företagsledare och ingenjör. England var under George W. Bushs ämbetstid som USA:s president en politiskt tillsatt ämbetsman; först som marinminister, sedan som biträdande minister för det nystartade inrikessäkerhetsdepartementet, åter som marinminister och slutligen som biträdande försvarsminister.

## Biografi
Gordon England avlade examen som elektroingenjör vid University of Maryland 1961, och sedan en M.B.A. från Texas Christian University 1975. Hans startade sin ledarkarriär 1966 då han arbetade med Geminiprogrammet för Honeywell. Han kom senare att hålla flera högre chefsposter inom både Lockheed Corporation och General Dynamics. Mellan 1997 och fram till 2001 var England vice verkställande direktör för General Dynamics med ansvar för informationssystem.
Den 24 maj 2001 tillträdde han som marinminister, ett val som inte var helt okontroversiellt med hänvisning till hans kopplingar till försvarsindustrin, men för försvarsminister Donald Rumsfeld var näringslivserfarenhet ett grundläggande rekryteringskrav, likväl för ministrarna för armén (Thomas E. White) och flygvapnet (James G. Roche). Som marinminister åtnjöt han ett gott samarbete med chefen för flottan amiral Vern Clark och genomförde några av de största förändringarna i marindepartementet på flera årtionden, syftandes till högre beredskap och användbarhet i det pågående globala kriget mot terrorismen. I januari 2003 tillträdde han som biträdande inrikessäkerhetsminister för det nya departementet under f.d. Pennsylvania guvernören Tom Ridges ledning, men redan i oktober samma år var han tillbaka som marinminister efter att den nominerade efterträdaren Colin R. McMillan begått självmord. Efter sin tid på inrikessäkerhetsdepartementet arbetade England för ökat samarbete mellan flottan och kustbevakningen. I juni 2004 utsågs marinminister England att leda en granskning av de ca 600 fängslade s.k. illegala kombattanterna inspärrade på USA:s flottbas vid Guantanmobukten på Kuba efter att USA:s högsta domstol slagit fast att de fängslade hade rätt att framlägga sin sak inför en prövning. England gjorde det klart att "frågan är: ifall de är ett hot mot Amerika, det handlar inte om skuld eller oskuld". Som ett resultat av genomgången släpptes 38 stycken fångar med vad som England betecknade som "tunna akter".
I maj 2005 efterträdde England med omedelbar verkan Paul Wolfowitz (som utnämndes till chef för Världsbanken) som tillförordnad biträdande försvarsminister, fr.o.m. januari 2006 som ordinarie, en post som han behöll fram till dess att Obamas val som biträdande försvarsminister, William Lynn III, kunde tillträda posten i februari 2009. England betraktades som mer återhållsamt inriktad än vad den mer ideologiskt drivne företrädaren Wolfowitz var. Mellan den 23 och 24 januari 2009 var England USA:s tillförordnade försvarsminister då försvarsminister Robert Gates genomgick kirurgi och återhämtade sig.